# Cavedog Entertainment
Cavedog Entertainment, foi uma produtora de jogos para PC que se localizava em Bothell, Washington. Ela foi a criadora do aclamado jogo de estratégia em tempo real “Total Annihilation” que logo depois recebeu duas expansões intituladas “The Core Contingency” e “Battle Tactics”, e logo em seguida a seqüela “Total Annihilation: Kingdoms” com sua expansão “The Iron Plague”. 
Cavedog Entertainment foi uma marca usada pela Humongous Entertainment, uma desenvolvedora de jogos para crianças fundada por Ron Gilbert e Shelley Day. E a Humongous Entertainment era uma divisão da GT Interactive, uma publicadora de vídeo jogos que logo depois foi adquirida pela Infogrames (agora Atari).
Mesmo sendo fundada em 1996, a Cavedog ganhou mais atenção dos gamers e da imprensa a partir de 1997, ano do lançamento do primeiro Total Annihilation, que foi um sucesso, ganhando muitas honras e prêmios de “O melhor jogo do ano”. O grande criador (o “pai”) de Total Annihilation foi Cris Taylor, que deixou a Cavedog logo após o lançamento do jogo e fundou sua própria empresa, chamada Gas Powered Games. Apesar da perda, a Cavedog tinha seus direitos sobre o jogo e lançou duas novas expansões, “The Core Contingency” e “Battle Tactics”, uma logo após a outra. A empresa ainda disponibilizou inúmeras unidades, patchs e novos mapas para download via Internet, além de um modo multiplayer mais eficaz.
Passados dois anos, a Cavedog lançou um novo Annihilation, chamado “Total Annihilation – Kingdoms”, que utiliza o mesmo motor do jogo original, com a mesma jogabilidade e simplicidade, mas mudando drasticamente o estilo de jogo, que passou de um mundo fictício futurista com tiroteios e explosões para um mundo medieval fantasioso com dragões, guerreiros e princesas, o que acabou por afastar o jogo de antigos fãns, ao mesmo passo em que atraía novos. Kingdoms também fez sucesso, não como seu antecessor e teve também a sua expansão, chamada “The Iron Plague” que adicionou novas unidades, mapas e uma nova campanha ao jogo.
A Cavedog também tinha em mente realizar outros três projetos: “Amen - The Awakening”, “Elysium” e “Good & Evil”, mas estes três projetos não foram concluídos, pois a GT Interactive estava em débito e acabou sendo comprada pela Infogrames, e a marca da Cavedog foi descartada pela Humongous Entertainment, que voltou seu foco aos jogos infantis. Humongous é agora uma divisão da Atari. E os desenvolvedores da Cavedog seguiram significantes rumos para a Gas Powered Games (de Cris Taylor) e Beep Industries.